# Orthophastigia bimaculata
Orthophastigia bimaculata är en insektsart som beskrevs av Tapia 1982. Orthophastigia bimaculata ingår i släktet Orthophastigia och familjen Proscopiidae. Inga underarter finns listade i Catalogue of Life.